# Hell or Highwater
Hell or Highwater är ett sidoprojekt av den amerikanska trummisen och sångaren Brandon Saller som spelar i metalcorebandet Atreyu. Han började skriva material i februari 2010 och började turnera med andra musiker under namnet Black Cloud Collective, tillsammans med gitarristerna Matt Pauling och Neal Tiemann, basisten Joey Bradford och trummisen Kyle Peek. Sedan startade han bandet Hell or Highwater.

## Medlemmar
- Brandon Saller – sång
- Joey Bradford – gitarr
- Kyle Rosa – trummor
- Jon Hoover – gitarr
- Nick Maldonado – basgitarr, synthesizer

## Diskografi

### Studioalbum
- Begin Again, släppt i augusti 2011. M. Shadows från Heavy metal/metalcorebandet Avenged Sevenfold medverkar på låten "Go Alone".
- Vista, släppt 2017.

### EP
- The Other Side, släppt augusti 2013.